# Reggis Onwukamuche
Reggis Onwukamuche (Missouri City, Texas, 18 de marzo de 1992) es un exbaloncestista estadounidense. Con 2,08 metros de estatura, jugaba en la posición de pívot.

## Trayectoria deportiva

### Universidad
Tras pasas dos años en los pequeños colleges de Lone Star College y Wiley, jugó dos temporadas con los Panthers de la Universidad de Prairie View A&M, en las que promedió 3,9 puntos, 3,4 rebotes y 1,1 tapones por partido. En su última temporada fue incluido en el segundo mejor quinteto de la Southwestern Athletic Conference, y también elegido mejor jugador defensivo de la conferencia.

### Profesional
Tras no ser elegido en el Draft de la NBA de 2015, formó por el equipo inglés de los Sheffield Sharks, pero únicamente disputó un partido en el que logró 4 puntos y 2 rebotes. Posteriormente se trasladaría a Mongolia, para jugar en el Tuv Ajmag.
Regresó a su país para fichar por los Erie BayHawks de la D-League, donde jugó una temporada en la que promedió 2,2 puntos y 3,7 rebotes por partido. En el verano de 2017 fichó por el equipo mexicano de los Soles de Mexicali, para regresar de nuevo a la liga de desarrollo estadounidense para incorporarse a los Lakeland Magic, donde jugó una temporada en la que promedió 1,6 puntos y 3,2 rebotes por encuentro.
En el verano de 2018 fichó por los Sandringham Sabres de la South East Australian Basketball League, una liga semiprofesional australiana, donde promedió 6,9 puntos y 7,4 rebotes por partido, fichando en septiembre por el Al Nasr Riyadh de Arabia Saudí. A finales de diciembre regresó a los Lakeland Magic.